# ユニオン・パシフィック鉄道844号蒸気機関車
ユニオン・パシフィック鉄道844号蒸気機関車は、アメリカ合衆国のユニオン・パシフィック鉄道（UP）が導入した車輪配置 4-8-4（2D2）の蒸気機関車、FEF-3形の1両である。1944年にユニオン・パシフィック鉄道最後の蒸気機関車として登場し、ディーゼル機関車への置き換え後は本線の観光列車牽引機として動態保存されている。北アメリカの一級鉄道で唯一車籍を抹消されたことのない蒸気機関車でもある。

## 車歴
844号機はユニオン・パシフィック鉄道が発注したFEF-3機関車10両のうちの1両で、1944年12月にアメリカン・ロコモティブで製造された。FEF-3は先代のFEF-2と同様に旅客用機関車として設計されており、オーバーランド・リミテッド、ロサンゼルス特急、ポートランド・ローズ、チャレンジャーの各旅客列車を牽引した。FEFの形式名はホワイト式車輪配置による4-8-4 (Four-Eight-Four) の略称に由来する。
1957年には旅客列車の牽引機がディーゼル機関車に置き換わり、その後は1959年まで貨物列車の牽引に使用された。844号機は1960年に廃車解体予定であったが、解体を免れ観光列車用に復元されることとなった。
1962年、844号機は観光列車の牽引機としての運用を開始した。毎年7月にワイオミング州シャイアンで開催されるイベント「シャイアン・フロンティア・デイズ」に合わせて、シャイアンとコロラド州デンバーの間を往復する運用が中心である。
また、一時期844号機は、ディーゼル機関車にNo.844が既にいたため、番号重複を回避するため、1962年の運行開始と同時に、末尾に4を付け足し、「No.8444」として活躍していた。
そして、ディーゼル機関車No.844が引退後の1989年に、元の「No.844」に戻された。
2019年、米大陸横断鉄道が150周年を迎えた。それと同時に静態保存で保存されていたビッグボーイが数年の整備を経て復活を遂げた。そのため蒸気機関車全盛期時代の重連がNo.844とNo.4014で行われた。